# Edmund Burke
Edmund Burke (født 12. januar 1729, død 9. juli 1797) var en engelsk-irsk konservativ politiker, forfatter, taler og politisk filosof, mangeårigt medlem af det britiske underhus for Whig-partiet. Han huskes især for sin støtte til de amerikanske koloniers uafhængighedskamp mod kong George 3. af Storbritannien, som førte til den amerikanske revolution, og for sin indædte protest mod den franske revolution. Den gjorde Burke til et fremtrædende medlem i den konservative fløj af whig-partiet (som han gav navnet "Old Whigs", de gamle whig'er) i modsætning til de pro-revolutionære "New Whigs" (nye whig'er) anført af Charles James Fox.
Burke udgav en filosofisk afhandling om æstetik og grundlagde det politiske tidsskrift Annual Register. Han regnedes blandt de dygtigste politiske talere i Storbritannien. I dag regnes han blandt konservatismens grundlæggere.

## Oversigt
Edmund Burke er også kendt for en del citater, f.eks. "Overtro er den svage åndspersons religion", "Smiger korrumperer både modtager og giver" og "Når end der bliver foretaget opdeling mellem frihed og retfærdighed, er ingen af delene sikre". Han er fejlagtigt tilskrevet citatet "Ondskaben vil altid sejre, såfremt gode mennesker gør ingenting". Han er også ophavsmanden bag karakteristikken af pressen som værende "den fjerde statsmagt".